# Хорхе Едуардо Гарсия
Хорхе Едуардо Гарсия (на испански: Jorge Eduardo Garcia) е мексикански актьор.

## Биография
Хорхе Едуардо Гарсия е роден на 18 август, 2002 г. в град Мексико сити, Мексико. Започва кариерата си в родната си страна и през последните няколко години работи за американската компания Телемундо. Дебютира в теленовелите с продукцията на Телемундо - „Сребърните ангели“. Известно време се снима за „TV Azteca“ в теленовелите „Животът продължава“ (2007), „Тайни на душата“ (2008) и „Да обикнеш отново“ (2011). Завръща се в компания Телемундо с ролята на Лало в теленовелата „Камериерка в Манхатън“ през 2011 г. Партнира си с Литци, Еухенио Силер, Ванеса Вийела и др. След това, през 2012 г. изиграва героят на Давид Чокаро, като дете в „Лицето на отмъщението“. Тази роля е двойна. През 2013 г. се превъплъщава успешно в образа на Уили Делгадо мл. в новелата „Света дяволица“, където си партнира с Габи Еспино, Аарон Диас, Химена Дуке, Карлос Понсе, Линкълм Паломеке и др. През 2012 г., на наградите „Premios tu mundo“ печели наградата за Най-добър актьор дете.

## Филмография
- Света дяволица (Santa diabla) (2013) – Уили Делгадо мл.
- XY. La revista (2012) – Маурисио
- Лицето на отмъщението (El Rostro de la Venganza) (2012) – Хуанито Меркадер/Диего Меркадер (като дете)
- Камериерка в Манхатън (Una Maid en Manhattan) (2011/12) – Едуардо „Лало“ Мендоса Лухан
- Да обикнеш отново (Amar de nuevo) (2011) – Пабло „Паблито“
- Тайни на душата (Secretos del alma) (2008/09) – Андресито Ласкураин
- Живота продължава (Mientras haya vida) (2007) – Диего
- Сребърните ангели (Los plateados) (2005) – Мигел Анхел Емилио Гаярдо